# Honorowy Obywatel Stanów Zjednoczonych

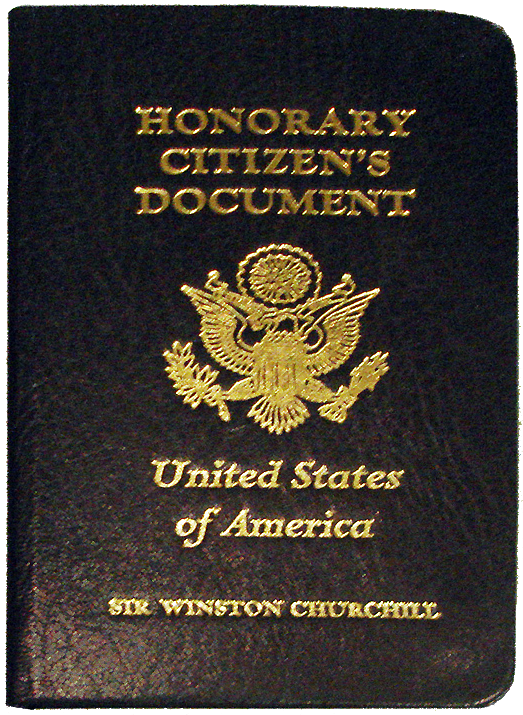
Dokument potwierdzający Honorowe Obywatelstwo Stanów Zjednoczonych Winstona Churchilla

Honorowy Obywatel Stanów Zjednoczonych – określenie osoby, która otrzymała honorowe obywatelstwo Stanów Zjednoczonych. Nadawane jest obcokrajowcom ze względu na szczególne zasługi dla Stanów Zjednoczonych. Decyzję o jego nadaniu podejmuje bezpośrednio Kongres Stanów Zjednoczonych lub prezydent, za uprzednim upoważnieniem ze strony Kongresu.

## Lista osób uhonorowanych tytułem
Obywatelstwo to przyznano do tej pory (stan na 2019 r.) 8 osobom, z czego jedynie Winston Churchill oraz Matka Teresa z Kalkuty otrzymali je za życia:
- 1963: Winston Churchill – premier Wielkiej Brytanii w czasie II wojny światowej
- 1981: Raoul Wallenberg (pośmiertnie) – szwedzki dyplomata ratujący Żydów w czasie Holocaustu.
- 1984: William Penn (pośmiertnie) – angielski kwakier, założyciel Filadelfii
- 1984: Hannah Callowhill Penn (pośmiertnie) – druga żona Williama Penna
- 1996: Matka Teresa z Kalkuty – siostra zakonna prowadząca w Indiach działalność humanitarną, laureatka Pokojowej Nagrody Nobla[1].
- 2002: markiz Lafayette (pośmiertnie) – generał, jeden z głównych dowódców podczas wojny o niepodległość Stanów Zjednoczonych oraz rewolucji francuskiej. W Stanach Zjednoczonych zyskał miano „bohatera dwóch światów” – Ameryki i Francji[2].
- 2009: Kazimierz Pułaski (pośmiertnie) – marszałek konfederacji barskiej, generał i bohater wojny o niepodległość Stanów Zjednoczonych, nazywany „ojcem amerykańskiej kawalerii”[3][4][5]
- 2014: Bernardo de Gálvez (pośmiertnie) – hiszpański gubernator Luizjany oraz Kuby, bohater wojny o niepodległość Stanów Zjednoczonych